# Vina Bovy
Vina Bovy est une artiste lyrique (soprano) belge née le 22 mai 1900 à Gand où elle meurt le 16 mai 1983.

## Biographie
De son vrai nom Malvina Bovi Van Overberghe, elle étudie au Conservatoire de Gand sous la direction de Julien Willemot et paraît pour la première fois sur scène à l'âge de 17 ans dans le rôle d'Argentine de l'opéra-comique de Ferdinand Poise, Les Deux Billets.
Vina Bovy débute ensuite en 1919 au Théâtre toyal de Gand avant de chanter à La Monnaie de Bruxelles le rôle de Marguerite du Faust de Gounod en 1922. Elle y restera jusqu'en 1925, y interprétant le répertoire d'opéra et d'opéra comique. Sa carrière internationale se développe au cours de l'année 1927 durant laquelle elle se produit en Amérique du Sud ainsi qu'à Milan, Monte-Carlo et Paris.
Elle épouse en 1928 Norberto Fischer, officier militaire italien et aide de camp de la princesse Marie-Lætitia Bonaparte. De leur union naîtra un fils, Umberto (Humbert). Elle cesse de paraître sur scène pendant 5 ans avant de reprendre son activité de cantatrice en 1933, notamment à l'Opéra-Comique, au palais Garnier et au Metropolitan Opera de New York.
Au cinéma, elle interprète le personnage de Séraphine dans le film d'Abel Gance, Le Capitaine Fracasse, sorti en 1943.
Vina Bovy est chargée de la direction artistique du Théâtre royal de Gand (actuel Opéra flamand) de 1947 à 1955 où elle continue de chanter une partie de son répertoire, créant localement plusieurs œuvres, dont L'Aiglon d'Arthur Honegger et Jacques Ibert d'après la pièce homonyme d'Rostand, et Katiusha dans Risurrezione d'Alfano. Elle quitte définitivement la scène le 19 avril 1955.
Dotée d'une voix ample de soprano lyrique coloratura, Vina Bovy possède « une voix bien entraînée et typiquement française dans le son ». Sa maîtrise technique lui permet de briller dans le répertoire belcantiste italien, l'opéra comique et le récital, où son interprétation de mélodies est saluée par la presse comme étant « magistrale ». 

## Filmographie
- 1943 : Le Capitaine Fracasse d'Abel Gance : Séraphine